# Homolice vznešená
Homolice vznešená (Conus gloriamaris) je druh mořského plže z čeledi homolicovitých. Žije v oblasti západního Pacifiku (především Filipíny, Nová Guinea a Šalomounovy ostrovy). Obývá písečné dno v pobřežních vodách v hloubkách od 10 do 300 metrů. Je dravá, její potravu tvoří jiní měkkýši. Její radula je přeměněna v jedový osten, který může být nebezpečný i pro člověka. Ulita dosahuje délky 7,5–16,2 cm, její základní barva je bílá s oranžovou až hnědou jemnou kresbou. Je známá jako gloria maris („sláva moří“) a stala se vyhledávaným sběratelským artiklem – po rozšíření fámy, že druh vyhynul, stoupla cena natolik, že v Amsterdamu byla jedna ulita vydražena za cenu trojnásobně převyšující obraz Jana Vermeera.